# Nychiodes taftana
Nychiodes taftana là một loài bướm đêm trong họ Geometridae.